# Olimpia Grudziądz (żużel)
Olimpia Grudziądz – polski klub żużlowy z Grudziądza działający w latach 1924–1950.

## Historia
Historia sportu żużlowego w Grudziądzu zaczęła się  w 1924 roku, kiedy to powstała sekcja motocyklowa w Olimpii. W 1926 oddano do użytku tor motocyklowo-kolarski, a już w 1930 rozegrano jedne z pierwszych w kraju zawody dirt-trackowe. W 1948 roku zainaugurowano w Polsce rozgrywki ligowe. W pierwszym sezonie żużlowcy z Grudziądza zdobyli brązowe medale drużynowych mistrzostw Polski. Do sezonu 1949 klub przystąpił pod nazwą „Olimpia-Unia” i zajął 6 miejsce w ligowej tabeli. Do sezonu 1950 klub przystąpił jako „Unia” Grudziądz i zajął ponownie 6 miejsce. Po zakończeniu sezonu sekcję rozwiązano.

## Sezony
| Sezon | Rozgrywki ligowe | Rozgrywki ligowe | Rozgrywki ligowe | Uwagi                  |
| Sezon | Liga             | Liga             | Miejsce          | Uwagi                  |
| ----- | ---------------- | ---------------- | ---------------- | ---------------------- |
| 1948  | Eliminacje       | Eliminacje       | 5/16             | Kwalifikacja do I ligi |
| 1948  | I                | I liga           | 3/9              |                        |
| 1949  | I                | I liga           | 6/9              |                        |
| 1950  | I                | I liga           | 6/9              |                        |

| Poziom ligowy | Liczba sezonów | Sezony    |
| ------------- | -------------- | --------- |
| I             | 3              | 1948–1950 |

## Osiągnięcia

### Krajowe
Poniższe zestawienia obejmują osiągnięcia klubu oraz indywidualne osiągnięcia zawodników w rozgrywkach pod egidą PZM.

#### Mistrzostwa Polski
Drużynowe mistrzostwa Polski
- 3. miejsce (1): 1948

Indywidualne mistrzostwa Polski
- 2. miejsce (1):
  - 1947 – Władysław Gątkiewicz (kl. 130 cm³)
- 3. miejsce (1):
  - 1947 – Jan Najdrowski (kl. 350 cm³)